# Chaikovski (ciudad)

Chaikovski, o Chaykovsky (en ruso: Чайковский) en una ciudad ubicada en el suroeste del krai de Perm, (Rusia) —junto a la frontera con la república de Udmurtia—, a 325 km al sudoeste de Perm —la capital del krai—, sobre una península formada por el río Kama y el embalse de Vótkinsk. Su población en el año 2008 era de casi 83 000 habitantes. Debe su nombre al compositor ruso Piotr Ilich Chaikovski (1840-1893), quien nació en la cercana ciudad de Vótkinsk.

## Historia

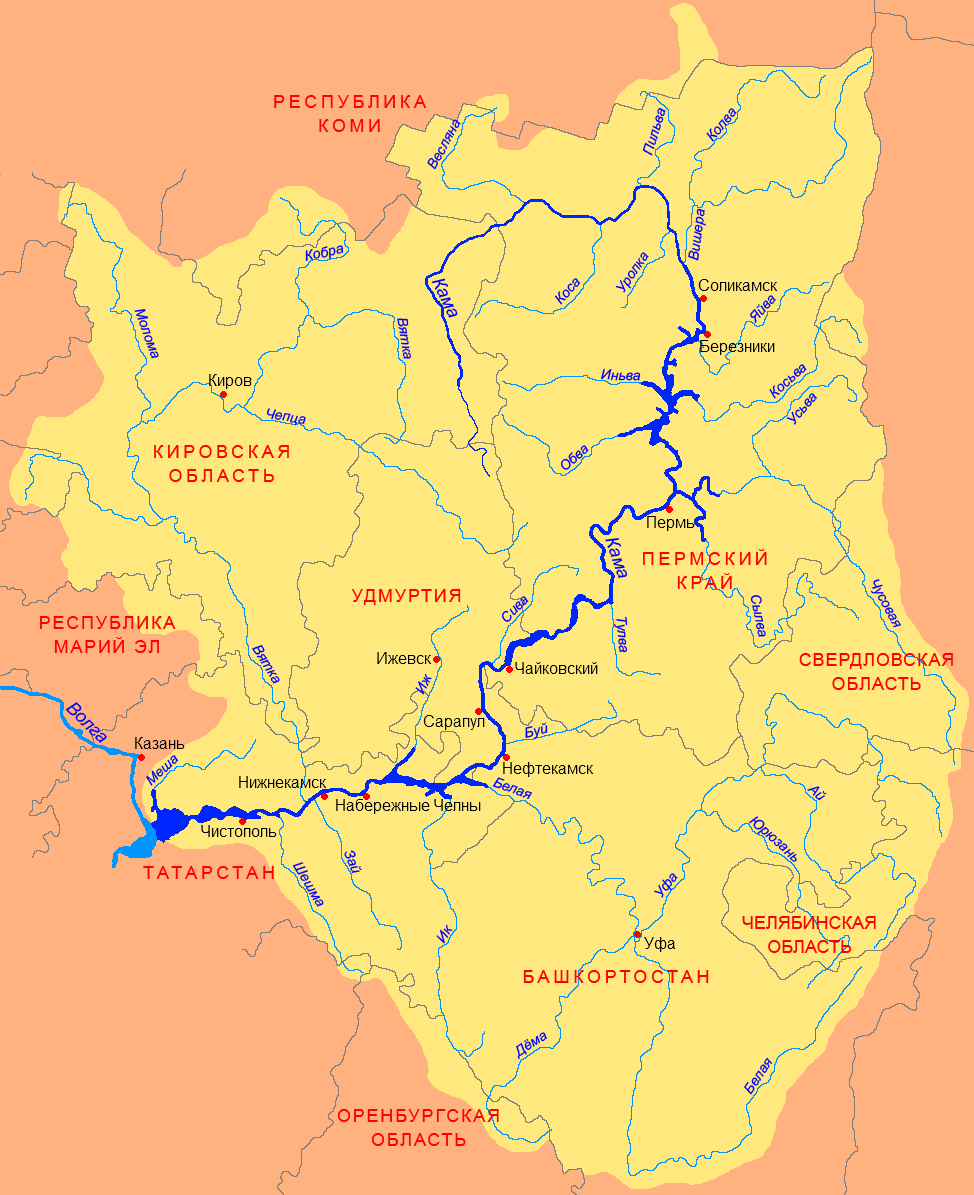
Mapa en ruso del río Kama —afluente del Volga— en el que está en su curso medio Chaikovski (Чайковский)

Chaikovski fue fundada en 1955 a raíz de la construcción de la central de energía de Vótkinsk. En el lugar que ocupa la ciudad se encontraba el pueblo de Saygatka, conocido desde 1646. Desde 1956, está reconocida como Asentamiento de tipo urbano y en 1962 consiguió el rango de ciudad

## Demografía
Chaikovski es una de las ciudades con mayor tasa de natalidad en el krai de Perm.
| 1959   | 1970   | 1979   | 1989   | 2002   | 2008   |
| ------ | ------ | ------ | ------ | ------ | ------ |
| 12 800 | 48 000 | 70 300 | 85 849 | 86 714 | 82 898 |

## Economía

### Industrias
- La central de energía hidroeléctrica de Vótkinsk (ОАО "Воткинская ГЭС") se construye en 1955 (a pleno rendimiento desde 1962). Cuenta con diez turbinas con una energía total de un millón de kilovatios/hora. La central produce dos mil quinientos millones de kilovatios/hora al año. Como resultado de la construcción de la presa, el nivel del agua subió 23 metros, creándose un embalse de 1.125 km cuadrados. La presa cuenta con dos líneas de esclusas para los barcos.
- El complejo textil de seda OAO Chaikovskyi Tekstilny Dom (ЗАО "Чайковский текстильный дом) fue uno de los mayores complejos de este tipo en Europa. Empezó a construirse en 1962, fabricando su primer metro de tela en 1966. A finales de la década de 1980, produjo alrededor de cien millones de metros de tejido al año.
- OAO Uralorgsíntez, complejo químico inaugurado en 1979 con el propósito de la elaboración de caucho sintético, y que ahora elabora gases liqüidificados como benzol, butano, isobutano.
- AO Uralneftekhim (АО "Уралнефтехим"): nitrógeno, gasolina, formaldehído...
- Permtransgaz, filial de Gazprom, para el transporte de gas.
- Fábrica de estufas de gas "Darina".

Paralelamente existen industrias menores como la de reparación de barcos, manufacturas de metal, envasado de carne y leche...

## Transportes

### Carretera
Chaikovski está situada en la carretera Kazán–Ekaterimburgo. Desde la ciudad a Izhevsk hay alrededor de cien kilómetros, a Perm cerca de 300 km., a Kazán alrededor de 400 km, y a Ekaterimburgo, unos 600 km. Cuenta con servicios de autocar a estas ciudades. También dispone de un servicio urbano de autobús.

### Ferrocarril
La vía férrea Kazán - Ekaterimburgo pasa por la ciudad, aunque no da servicio a pasajeros.

### Fluvial
Hay un puerto en el río para barcos de carga así como sirve de embarcadero para los barcos turísticos.

### Aéreo
El aeropuerto más cercano al de Chaikovski está situado en Izhevsk. Chaikovski tenía un pequeño aeropuerto para aviones pequeños. Se están realizando planes para dotar a la ciudad de un moderno aeropuerto con capacidad para aviones mayores.

## Educación, cultura y deportes
Hay en la ciudad trece escuelas, un gimnasio, un instituto, cuatro escuelas de comercio, cinco colegios técnicos y dos escuelas de música. Para estudios superiores cuenta con un Instituto de Educación Física y sedes de dos universidades técnicas. 
Chaikovski cuenta también con un museo de ciencia local y una galería de pintura única, con muchas obras de pintores rusos famosos. Desde 1982 existe en la ciudad un Teatro Dramático. Desde 1978, cada tres años es tradicional el festival de Arte musical infantil.
Encontramos del mismo modo en Chaikovski un complejo de biatlón y varios gimnasios.

## Turismo
Chaikovski es un famoso centro de turismo en los Urales Occidentales, especialmente para los barcos turísticos

## Personas Notables
- Yekaterina Yúrieva (1983), Biatleta

## Ciudades hermanadas
- Neustrelitz, Alemania